# Hellas Vérone Football Club (féminines)
Maillots
L'Associazione Sportiva Dilettantistica Women Hellas Verona Calcio Femminile, fondé en 1995, est un club italien de football féminin basé à Vérone. C'est la section féminine du Hellas Vérone.

## Historique

Ancien logo (2007-2013)

- 1995 : création de la Società Sportiva Calcio Femminile Bardolino
- 1996 : le club est promu en Serie B
- 1997 : le club est promu en Serie A
- 2001 : vainqueur de la Supercoupe d'Italie, premier titre du club
- 2005 : premier titre de champion d'Italie et première participation en Coupe d'Europe
- 2006 : première victoire en Coupe d'Italie
- 2007 : le club est renommé Associazione Sportiva Dilettantistica Calcio Femminile Bardolino Verona
- 2013 : le club est renommé Associazione Sportiva Dilettantistica AGSM Verona
- 2018 : le club est renommé Associazione Sportiva Dilettantistica Verona Women

## Palmarès
- Championnat d'Italie (5)
  - Champion : 2005, 2007, 2008, 2009 et 2015.
  - Vice-champion : 2006, 2010, 2012 et 2016.
- Coupe d'Italie (3)
  - Vainqueur : 2006, 2007 et 2009.
  - Finaliste : 2001, 2008 et 2013.
- Supercoupe d'Italie (4)
  - Vainqueur : 2001, 2005, 2007 et 2008.
  - Finaliste : 2006, 2009, 2015 et 2016.

## Parcours en Ligue des champions
| Saison    | Tour                    | Adversaire               | Aller  | Retour          | Score total |
| --------- | ----------------------- | ------------------------ | ------ | --------------- | ----------- |
| 2005-2006 | 1re phase de groupes    | ŽNK Dinamo-Maksimir (en) | 3 - 0  | 3 - 0           | 3 - 0       |
| 2005-2006 | 1re phase de groupes    | UC Dublin AFC            | 0 - 2  | 0 - 2           | 0 - 2       |
| 2005-2006 | 1re phase de groupes    | SV Neulengbach           | 0 - 0  | 0 - 0           | 0 - 0       |
| 2007-2008 | 1re phase de groupes    | Birkirkara FC            | 16 - 0 | 16 - 0          | 16 - 0      |
| 2007-2008 | 1re phase de groupes    | ŽNK Krka                 | 5 - 0  | 5 - 0           | 5 - 0       |
| 2007-2008 | 1re phase de groupes    | Athletic Bilbao          | 1 - 0  | 1 - 0           | 1 - 0       |
| 2007-2008 | 2e phase de groupes     | SV Neulengbach           | 3 - 2  | 3 - 2           | 3 - 2       |
| 2007-2008 | 2e phase de groupes     | Alma KTZH                | 5 - 1  | 5 - 1           | 5 - 1       |
| 2007-2008 | 2e phase de groupes     | Arsenal LFC              | 3 - 3  | 3 - 3           | 3 - 3       |
| 2007-2008 | 1/4 finale              | Brøndby IF               | 0 - 1  | 0 - 1 3 - 2 tab | 1 - 1       |
| 2007-2008 | 1/2 finale              | 1. FFC Francfort         | 4 - 2  | 0 - 3           | 2 - 7       |
| 2008-2009 | 2e phase de groupes     | Alma KTZH                | 2 - 1  | 2 - 1           | 2 - 1       |
| 2008-2009 | 2e phase de groupes     | Valur Reikjavík          | 2 - 3  | 2 - 3           | 2 - 3       |
| 2008-2009 | 2e phase de groupes     | Umeå IK                  | 0 - 4  | 0 - 4           | 0 - 4       |
| 2008-2009 | 1/4 finale              | Olympique Lyonnais       | 0 - 5  | 4 - 1           | 1 - 9       |
| 2009-2010 | 1/16 finale             | Fortuna Hjørring         | 4 - 0  | 2 - 1           | 2 - 5       |
| 2010-2011 | Phase de qualifications | Swansea City LFC         | 7 - 0  | 7 - 0           | 7 - 0       |
| 2010-2011 | Phase de qualifications | FC Baia Zougdidi         | 3 - 0  | 3 - 0           | 3 - 0       |
| 2010-2011 | Phase de qualifications | ŽNK Krka                 | 1 - 4  | 1 - 4           | 1 - 4       |
| 2010-2011 | 1/16 finale             | Fortuna Hjørring         | 8 - 0  | 1 - 6           | 1 - 14      |
| 2012-2013 | 1/16 finale             | Birmingham City LFC      | 2 - 0  | 3 - 0a. p.      | 3 -         |
| 2012-2013 | 1/8 finale              | LBFC Malmö               | 0 - 1  | 2 - 0           | 0 - 3       |
| 2015-2016 | 1/16 finale             | FSK St. Pölten-Spratzern | 4 - 5  | 2 - 2           | 7 - 6       |
| 2015-2016 | 1/8 finale              | FC Rosengård             | 1 - 3  | 5 - 1           | 2 - 8       |
| 2016-2017 | 1/16 finale             | BIIK Kazygurt            | 3 - 1  | 1 - 1           | 2 - 4       |